# Marimont-lès-Bénestroff
Marimont-lès-Bénestroff là một xã trong vùng Grand Est, thuộc tỉnh Moselle, quận Château-Salins, tổng Albestroff. Tọa độ địa lý của xã là 48° 53' vĩ độ bắc, 06° 47' kinh độ đông. Marimont-lès-Bénestroff nằm trên độ cao trung bình là 300 mét trên mực nước biển, có điểm thấp nhất là 239 mét và điểm cao nhất là 330 mét. Xã có diện tích 3,99 km², dân số vào thời điểm 1999 là 45 người; mật độ dân số là 11 người/km². Xã nằm 4 km về phía đông nam của Bénestroff.

## Thông tin nhân khẩu
| 1962 | 1968 | 1975 | 1982 | 1990 | 1999 |
| ---- | ---- | ---- | ---- | ---- | ---- |
| 49   | 50   | 51   | 52   | 53   | 45   |